# Very (cratère)
Very est un petit cratère d'impact lunaire situé juste à l'est de la Mare Serenitatis.
Il se trouve au ouest-sud-ouest du cratère Le Monnier. Il est situé sur une crête dorsale dénommée Dorsa Smirnov.
En 1973, l'Union astronomique internationale a attribué le nom de Very, au cratère satellite « Le Monnier B », en l'honneur de l'astronome américain Frank Washington Very (en).